# Stolzenbergweiher
Der Stolzenbergweiher (auch: Stolzenberger Weiher) ist ein Weiher im Schweizer Kanton St. Gallen unweit der namensgebenden Ortschaft Stolzenberg in der Gemeinde Uzwil. 
Der Stauweiher wurde 1884 vom Industriellen Adolf Bühler für den Antrieb einer Turbine für seine Fabrik gebaut, das Höhengefälle betrug 70 Meter. Ab 1940 wurde das Wasser für Kühlzwecke und für die Spülung von Toiletten gebraucht. Heute (2022) ist der Weiher mitsamt seiner zwei Absetzbecken nach wie vor im Besitz der Uze AG, die der Familie Bühler gehört. 
Betreut wird der Weiher vom Fischerverein Stolzenberg, deren Mitglieder per 2013 allesamt Angestellte der Bühler AG waren. An Fischen hat es Hechte, Zander, Schleie, Karpfen, Egli und Rotfeder.